# Berbera Marine College
Berbera Marine College je mornarički vojni koledž koji se nalazi u lučkom gradu Berberi u Somalilandu koji je nepriznata država na teritoriju Somalije.
Koledž je osnovan 2005. godine kao obrazovno-istraživačka institucija s fokusom na korištenje nacionalnih somalskih morskih resursa. Cilj ove obrazovne ustanove je "opskrba" somalilandske mornarice s mornaričkim časnicima. Koledž slijedi standarde i propise Međunarodnog pomorskog ureda uključujući i one protiv pomorskih pirata što je čest slučaj u vodama Somalije.
Berbera Marine College je u posljednjih pet godina postao u potpunosti funkcionalan sa 100 diplomiranih časnika svake godine. Sam koledž je osnovala somalilandska Vlada zbog potrebe da se mornarica može boriti protiv ilegalnog ribarstva i trgovine ljudima u toj regiji.